# Pat Shurmur
Pat Shurmur (Dearborn (Michigan), 14 aprile 1965) è un allenatore di football americano statunitense che svolge il ruolo di coordinatore offensivo nella National Football League (NFL).
Al college giocò a football con i Michigan State Spartans come offensive guard e linebacker nel suo primo anno e come centro nei successivi tre.

## Carriera da allenatore
Nel 1999 iniziò la sua carriera nella NFL con i Philadelphia Eagles, con il ruolo di allenatore dei Tight end e OL fino al 2001, e poi come allenatore dei quarterback fino al 2008.
Il 21 gennaio 2009 firmò per i St. Louis Rams assumendo il ruolo di coordinatore dell'attacco fino al 2010.
Il 13 gennaio 2011 divenne il capo-allenatore dei Cleveland Browns, chiudendo la stagione con il record negativo di 4 vittorie e 12 sconfitte.
Dopo aver accumulato 9 vittorie e 23 sconfitte in due stagioni, Shurmur il 31 dicembre 2012 venne licenziato.
Il 20 gennaio 2013 firmò con gli Eagles come coordinatore offensivo. Il 29 dicembre 2015, a una gara dal termine della stagione e dopo avere mancato i playoff per il secondo anno consecutivo con un record di 6-9, l'allenatore Chip Kelly fu licenziato, così Shurmur assunse il ruolo di capo-allenatore ad interim per l'ultima partita.
Nel 2016 divenne l'allenatore dei Tight end per i Minnesota Vikings, venendo poi promosso a coordinatore offensivo nel 2017. A fine stagione fu premiato come miglior assistente allenatore dell'anno.
Nel 2018 venne assunto come capo-allenatore dai New York Giants, dove rimase per 2 stagioni prima di essere licenziato il 30 dicembre 2019.
Il 14 gennaio 2020 venne assunto dai Denver Broncos come coordinatore offensivo.

## Record come capo allenatore
| Squadra | Anno   | Stagione regolare | Stagione regolare | Stagione regolare | Stagione regolare | Stagione regolare | Playoff | Playoff | Playoff   |
| Squadra | Anno   | Vinte             | Perse             | Pareggiate        | Posizione         | Risultato         | Vinte   | Perse   | Risultato |
| ------- | ------ | ----------------- | ----------------- | ----------------- | ----------------- | ----------------- | ------- | ------- | --------- |
| CLE     | 2011   | 4                 | 12                | 0                 | 4° AFC North      | no playoff        | -       | -       | -         |
| CLE     | 2012   | 5                 | 11                | 0                 | 4° AFC North      | no playoff        | -       | -       | -         |
| Totale  | Totale | 9                 | 23                | 0                 | -                 | -                 | -       | -       | -         |
| Squadra | Anno   | Stagione regolare | Stagione regolare | Stagione regolare | Stagione regolare | Stagione regolare | Playoff | Playoff | Playoff   |
| Squadra | Anno   | Vinte             | Perse             | Pareggiate        | Posizione         | Risultato         | Vinte   | Perse   | Risultato |
| NY      | 2018   | 5                 | 11                | 0                 | 4° NFC East       | no playoff        | -       | -       | -         |
| NY      | 2019   | 4                 | 12                | 0                 | 3° NFC East       | no playoff        | -       | -       | -         |
| Totale  | Totale | 19                | 46                | 0                 | -                 | -                 | -       | -       | -         |